# Sanno Park Tower
Sannō Park Tower (яп. 山王パークタワー) — хмарочос в Токіо, Японія. Висота будівлі становить 183.8 метрів, з урахуванням антени 194.45 метри. 48 поверхів, з яких 44 над і 4 під землею. Хмарочос було відкрито в лютому 2000 року.
На 27 поверсі розташовані ресторан та обсерваторія. На верхніх поверхах розташований центральний офіс, найбільшого оператора мобільного зв'язку Японії, NTT Docomo.